# Serie A 2019-2020 (pallacanestro in carrozzina)
La Serie A 2019-2020 è stata la 43ª edizione del massimo campionato italiano di pallacanestro in carrozzina.
Le squadre partecipanti sono 8 e contendono al Santo Stefano Sport il titolo.
Alle 7 squadre rimaste in serie A si aggiunge la Millennium Basket Padova proveniente dalla serie B 2018-2019.
Iniziata il 9 novembre 2019, è stata sospesa definitivamente dalla Federazione Italiana Pallacanestro in carrozzina (FIPIC) il 12 marzo 2020 a seguito dell'emergenza dovuta alla pandemia di COVID-19, causa dell'interruzione di tutte le attività sportive in Italia. In questo modo la FIPIC ha deciso di non assegnare il titolo e di non procedere né a promozioni né a retrocessioni.

## Regolamento

### Formula
Le 8 squadre partecipanti disputano un gironi all'italiana, con partite d'andata e ritorno. Al termine della stagione regolare le prime quattro classificate sono ammesse ai play-off scudetto, da giocarsi alla meglio delle tre gare in semifinale e con una finale alla meglio delle cinque, mentre le squadre classificate tra il quinto e l'ottavo posto disputano i play-out, da giocarsi in partite di andata e ritorno in semifinale e con una finale alla meglio delle tre gare. La squadra che risulterà sconfitta in tre incontri retroce in Serie B.

## Stagione regolare

### Classifica
Aggiornata al 13 ottobre 2019.
|  |    | Classifica stagione regolare 2019-2020 | PT | G  | V  | P | PF  | PS  | Dif  | SD  |
|  | -- | -------------------------------------- | -- | -- | -- | - | --- | --- | ---- | --- |
|  | 1. | Santo Stefano AVIS                     | 20 | 11 | 10 | 1 | 860 | 690 | +170 |     |
|  | 2. | GSD Porto Torres                       | 18 | 11 | 9  | 2 | 797 | 732 | +65  |     |
|  | 3. | UnipolSai Briantea 84 Cantù            | 16 | 11 | 8  | 3 | 731 | 592 | +139 |     |
|  | 4. | DECO Group Amicacci Giulianova         | 12 | 11 | 6  | 5 | 740 | 716 | +24  |     |
|  | 5. | SSD Santa Lucia Roma                   | 8  | 11 | 4  | 7 | 707 | 768 | -61  |     |
|  | 6. | Studio 3A Millennium Basket            | 6  | 11 | 3  | 8 | 645 | 716 | -71  |     |
|  | 7. | Dinamo Lab Banco di Sardegna           | 4  | 11 | 2  | 9 | 698 | 798 | -100 | 2-0 |
|  | 8. | Special Sport Bergamo Montello         | 4  | 11 | 2  | 9 | 618 | 784 | -166 | 0-2 |

### Calendario
| Prima giornata |                      |          |  |
| 9-11-19        |                      | 18-01-20 |  |
| 69-72          | Porto Torres - Roma  | 78-64    |  |
| 79-59          | S. Stefano - Bergamo | 72-50    |  |
| 60-66          | Padova - Giulianova  | 61-75    |  |
| 83-50          | Cantù - Sassari      | 66-64    |  |

| Quarta giornata |                        |          |
| 30-11-19        |                        | 22-02-20 |
| 76-61           | S. Stefano - Padova    | 75-67    |
| 58-53           | Bergamo - Giulianova   | 43-82    |
| 85-70           | Porto Torres - Sassari | 72-64    |
| 80-43           | Cantù - Roma           | 63-59    |

| Settima giornata |                        |          |
| 11-01-19         |                        | 28-03-20 |
| 64-67            | Roma - Padova          | -        |
| 74-58            | Giulianova - Sassari   | -        |
| 72-93            | Bergamo - Porto Torres | -        |
| 60-69            | Cantù - S. Stefano     | -        |

| Seconda giornata |                        |          |
| 16-11-19         |                        | 08-02-20 |
| 70-52            | Roma - Sassari         | 74-71    |
| 65-71            | Giulianova - S.Stefano | 66-81    |
| 64-58            | Bergamo - Padova       | 50-52    |
| 66-58            | Porto Torres - Cantù   | 53-45    |

| Quinta giornata |                       |          |
| 14-12-19        |                       | 29-02-20 |
| 63-84           | Sassari - S. Stefano  | -        |
| 69-59           | Roma - Bergamo        | -        |
| 53-72           | Giulianova - Cantù    | -        |
| 57-62           | Padova - Porto Torres | -        |

| Terza giornata |                           |          |
| 23-11-19       |                           | 15-02-20 |
| 73-63          | Sassari - Bergamo         | 82-69    |
| 102-72         | S. Stefano - Porto Torres | 68-70    |
| 56-64          | Padova - Cantù            | 48-69    |
| 64-70          | Roma - Giulianova         | 71-76    |

| Sesta giornata |                           |          |
| 21-12-19       |                           | 07-03-20 |
| 51-58          | Sassari - Padova          | -        |
| 77-60          | Porto Torres - Giulianova | -        |
| 83-57          | S. Stefano - Roma         | -        |
| 71-31          | Cantù - Bergamo           | -        |